# São Sebastião da Grama
São Sebastião da Grama est une municipalité brésilienne de la microrégion de São João da Boa Vista.